# Koluszki (gmina)
Pour les articles homonymes, voir Koluszki (homonymie).
Koluszki est une gmina (commune) mixte ou urbaine-rurale (gmina miejsko-wiejska) du powiat de Łódź-est, dans la Łódź, dans le centre de la Pologne.
Son siège administratif (chef-lieu) est la ville de Koluszki, qui se situe environ 24 kilomètres à l'est de la capitale régionale Łódź (capitale de la voïvodie).
La gmina couvre une superficie de 157,18 km2 pour une population de 22 985 habitants en 2006, comprenant pour la ville de Koluszki un total de 13 407 habitants et une population pour sa partie rurale de 9 578 habitants.

## Géographie
Outre la ville de Koluszki, la gmina inclut les villages et localités de :
- Będzelin
- Borowa
- Długie
- Erazmów
- Felicjanów
- Gałków Duży
- Gałków Mały
- Gałkówek-Parcela
- Jeziorko
- Kaletnik
- Katarzynów
- Kazimierzów
- Leosin
- Lisowice
- Nowy Redzeń
- Przanowice
- Regny
- Różyca
- Słotwiny
- Stary Redzeń
- Stefanów
- Świny
- Turobowice
- Wierzchy
- Żakowice
- Zielona Góra
- Zygmuntów

### Gminy voisines
La gmina de Koluszki est voisine des gminy suivantes :
- Andrespol
- Brójce
- Brzeziny
- Budziszewice
- Jeżów
- Rogów
- Rokiciny
- Ujazd
- Żelechlinek

## Administration
De 1975 à 1998, le village était attaché administrativement à l'ancienne voïvodie de Piotrków.

Depuis 1999, il fait partie de la nouvelle voïvodie de Łódź.

## Structure du terrain
D'après les données de 2007, la superficie de la commune de Koluszki est de 157,18 kilomètres carrés, répartis comme telle :
- terres agricoles : 51 %
- forêts : 40 %

La commune représente 31,45 % de la superficie du powiat.

## Démographie
Selon le recensement de 2011, la population de la commune est de 23 566 personnes dont 13 555 pour la ville et 9 981 pour les zones rurales. Le plus grand village rural de la commune est Gałkówek (en regroupant les solectwa Gałków Duży, Gałków Mały et Gałkówek-Parcela).
Données du 31 décembre 2007 :
| Description        | Total  | Total | Femmes | Femmes | Hommes | Hommes |
| ------------------ | ------ | ----- | ------ | ------ | ------ | ------ |
| Unité              | Nombre | %     | Nombre | %      | Nombre | %      |
| Population         | 23 006 | 100   | 12 059 | 52,4   | 10 947 | 47,6   |
| Densité (hab./km²) | 146    | 146   | 77     | 77     | 70     | 70     |